# Fernpass
Fernpass är ett bergspass i Österrike. Det ligger i distriktet Reutte och förbundslandet Tyrolen, i den västra delen av landet. Fernpass ligger 1 367 meter över havet.
I omgivningarna runt Fernpass växer i huvudsak barrskog. Passet sammanlänkar Inntal och Loisetal. Intill vägen finns ett hotell. Nedanför passer ligger flera insjöar och på södra sidan slottet Fernstein. En buslinje över passet går från Biberwier till Nassereith.